# Ford Pilot
Der Ford Pilot (Modell E71A) war ein Auto, das von 1947 bis 1951 von Ford of Britain in England und Australien gebaut wurde. 

## Beschreibung
Er hatte einen aus der Vorkriegszeit stammenden V8-Motor mit 3600 cm³ Hubraum und einer Leistung von 85 bis 90 PS. 77,79 mm Bohrung und 95,25 mm Hub sind angegeben. Daneben war eine Variante mit 2227 cm³ Hubraum möglich.
Das Fahrgestell hatte 2750 mm Radstand. Die Fahrzeuge waren 4445 mm lang und 1785 mm breit. 1500 kg Leergewicht waren angegeben. Bekannt sind Aufbauten als Limousine, Kombi und Pick-up.
Zu seiner Zeit war er das Spitzenmodell im englischen Ford-Programm. In vier Jahren wurden insgesamt 22.115 Stück gebaut. Eine andere Quelle gibt 21.487 Fahrzeuge an. 1951 wurde er durch den komplett neu konstruierten Ford Zephyr abgelöst.
Den Vorgänger Ford V8 hatte es in der Vorkriegszeit auch bei Ford Deutschland gegeben, doch wurde seine Produktion nach dem Krieg nicht wieder aufgenommen.